# Симфонічна поема для 100 метрономів
Симфонічна поема для 100 метрономів — твір Дьордя Лігеті, написаний 1962 року.
П'єса «виконується» сотнею метрономів, заздалегідь запрограмованих на відтворення заданого темпа і музичного розміру. Всі метрономи починають грати одночасно, створюючи єдиний механічний аритмічний шум. У кожного з метрономів свій заздалегідь запрограмований час звучання, так що по ходу п'єси вони зупиняються один за одним. У кінці твору звучить лише один метроном зі ста.
«Симфонічна поема» Лігеті була вперше представлена на публіці у 1963 році в Гілверсумі (Нідерланди) і викликала бурхливий скандал в музичних колах. Вона виконувалася не надто часто, оскільки збір і одночасний запуск такої кількості метрономів вимагають значних організаційних зусиль. У 1995 р. художник Жиль Лакомб сконструював спеціальний електромеханічний пристрій для виконання цього твору.
Твір Лігеті інтерпретують як сатиру на зловживання механічними засобами композиції. У той же час в його звучанні можна угледіти і певний трагізм: на думку есеїста Алекса Росса,

в міру того, як метрономи один за іншим затихали, виникало дивне тремтіння хвилювання; останні, що залишилися в живих, помахуючи в повітрі своїми маленькими руками, виглядали самотніми, втраченими, майже людяними.

Це дозволило, зокрема, завершити виконанням Симфонічної поеми для 100 метрономів поминальний концерт в день похорону Лігеті 26 червня 2006 року у Відні.